# Tyrrell P34
La Tyrrell P34 (P per project) fu una vettura monoposto di Formula 1, la prima e unica a sei ruote a partecipare al Campionato Mondiale di Formula 1.
È la Tyrrell più celebre per via della sua architettura insolita e originale.

## Contesto
Nei primi anni 1970, la Tyrrell decise di proporre una vettura rivoluzionaria nel mondo della Formula 1, affidandosi al progettista Derek Gardner, che ebbe l'idea di sviluppare una monoposto a sei ruote. Gardner sosteneva che il sistema a tre assi da due ruote ciascuno (due anteriori ed uno posteriore) avrebbe consentito di rendere più basso e affusolato il frontale dell'auto, garantendo minor resistenza all'avanzamento, grazie alla ridotte dimensioni delle quattro ruotine anteriori, più piccole delle ruote tradizionali, opportunamente carenate dietro ad un alettone anteriore a martello; inoltre, la ridotta carreggiata anteriore e la maggiore impronta a terra avrebbero garantito più aderenza e miglior inserimento in curva.
Il progetto coinvolse alcune grandi aziende: la Goodyear sviluppò e costruì una nuova gomma, di diametro minore (10 pollici) rispetto alle 13 pollici comuni in Formula 1, e dalla mescola capace di resistere alle maggiori sollecitazioni a parità di velocità rispetto ad una gomma tradizionale; il tutto finanziato dalla casa petrolifera Elf e dalla First National City Bank (Citibank). Anche la Koni, leader negli ammortizzatori, fu coinvolta e ai suoi progettisti fu assegnato il compito di realizzare 4 ammortizzatori anteriori di dimensioni ridotte, senza aggravio di peso rispetto ai due elementi tradizionali.

## Vettura
La macchina fu realizzata e, dopo vari test, messa in pista. La ridottissima carreggiata anteriore, come previsto,  migliorò l'inserimento in curva rispetto alle altre vetture ma la velocità di punta non migliorò.
Molti problemi cominciarono ad affliggere la vettura, soprattutto agli pneumatici: la Goodyear, disinteressatasi molto in fretta al progetto, praticamente bloccò lo sviluppo delle piccole coperture che, essendo di fatto “incassate” tra il frontale e le pance laterali, palesarono presto gravi problemi di surriscaldamento.

### Versione B
Per il 1977 Gardner sviluppò una versione B, dalla scocca irrobustita e con varie modifiche aerodinamiche che non diedero, tuttavia, grandi risultati. Deluso, il progettista abbandonò la squadra e fu sostituito da Maurice Philippe che, vanificando lo scopo iniziale del progetto, allargò le carreggiate facendo sporgere le piccole ruote dalla carenatura per permetterne un miglior raffreddamento. Nelle ultime gare della stagione i radiatori furono spostati nella parte anteriore della monoposto.

### L'abbandono del progetto
La Tyrrell abbandonò il progetto nel 1978. Alcune squadre copiarono la Tyrrell con vetture che però non parteciparono mai a competizioni. La Lotus nel 1977 realizzò una vettura con 4 ruote anteriori, mentre la Ferrari testò un prototipo di 312 T6 a sei ruote, di cui quattro posteriori; anche la Williams nel 1982 e ancora prima la March, realizzarono vetture a 4 ruote posteriori che non corsero mai. La FIA stabilì in seguito l'obbligo delle sole 4 ruote, facendo svanire ogni velleità di ulteriori sviluppi.

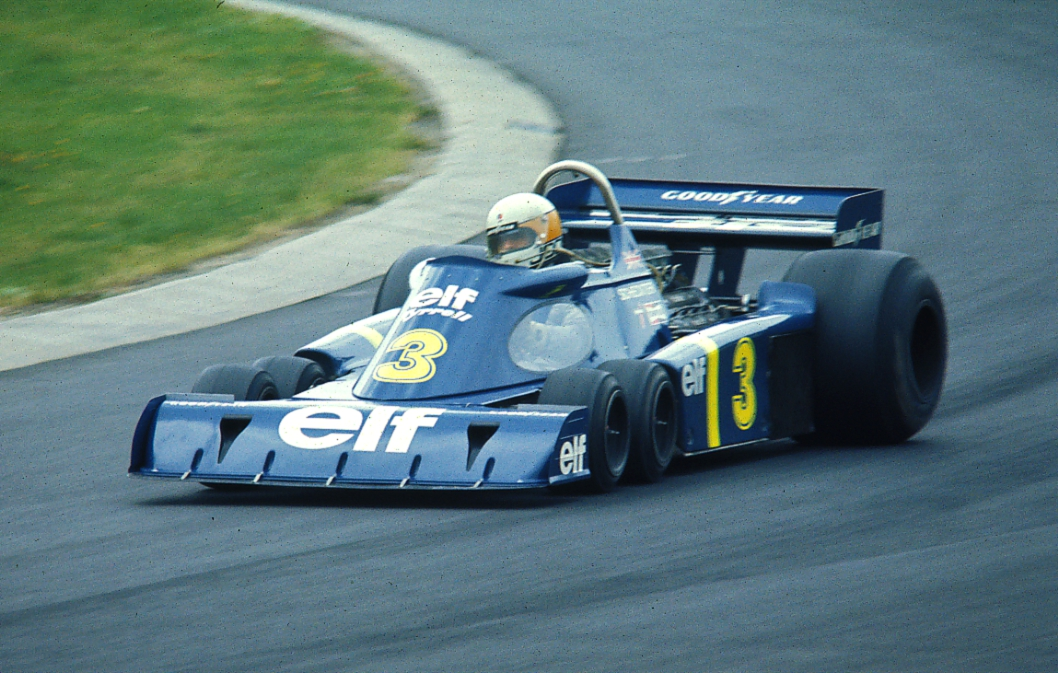
Jody Scheckter impegnato al Gran Premio di Germania 1976 con la P34

## Carriera agonistica

### La prima stagione (1976)
La Tyrrell fece esordire una P34 nel quarto gran premio della stagione sul circuito di Jarama in Spagna. Patrick Depailler, alla guida della monoposto, riuscì a qualificarsi con il terzo miglior tempo e la vettura si dimostrò competitiva anche in gara fino al 26º giro, quando un guasto tecnico la costrinse al ritiro.
A partire dal gran premio successivo la scuderia schierò sempre due P34, ottenendo diversi podi e anche una vittoria nel Gran Premio di Svezia 1976, dove marcò una storica doppietta (primo Jody Scheckter e secondo Patrick Depailler). Al termine della stagione giunse terza nel campionato di quell'anno, grazie ai 49 punti conquistati da Scheckter nella stagione.

### La seconda stagione (1977)
L'anno successivo la P34 non riuscì a ripetere i risultati del 1976 e la stagione fu costellata da molti ritiri, in gran parte dovuti ai problemi causati dal surriscaldamento. Al termine della stagione Patrick Depailler e Ronnie Peterson avevano conquistato complessivamente 4 podi ma collezionato ben 19 ritiri e nella classifica finale la Tyrrell non andò oltre i 27 punti complessivi e il sesto posto nel campionato costruttori.

### Risultati
| Anno | Team    | Motore            | Gomme | Piloti            |  |  |  |     |     |   |   |   |     |     |     |   |   |   |     |     | Punti | Pos. |
| ---- | ------- | ----------------- | ----- | ----------------- |  |  |  | --- | --- | - | - | - | --- | --- | --- | - | - | - | --- | --- | ----- | ---- |
| 1976 | Tyrrell | Ford Cosworth DFV | G     | Jody Scheckter    |  |  |  |     | 4   | 2 | 1 | 6 | 2   | 2   | Rit | 5 | 5 | 4 | 2   | Rit | 71    | 3º   |
| 1976 | Tyrrell | Ford Cosworth DFV | G     | Patrick Depailler |  |  |  | Rit | Rit | 3 | 2 | 2 | Rit | Rit | Rit | 7 | 6 | 2 | Rit | 2   | 71    | 3º   |

| Anno | Team    | Motore            | Gomme | Piloti            |     |     |     |     |     |     |   |     |     |     |     |    |     |     |    |     |     | Punti | Pos. |
| ---- | ------- | ----------------- | ----- | ----------------- | --- | --- | --- | --- | --- | --- | - | --- | --- | --- | --- | -- | --- | --- | -- | --- | --- | ----- | ---- |
| 1977 | Tyrrell | Ford Cosworth DFV | G     | Ronnie Peterson   | Rit | Rit | Rit | Rit | 8   | Rit | 3 | Rit | 12  | Rit | 9   | 5  | Rit | 6   | 16 | Rit | Rit | 27    | 6º   |
| 1977 | Tyrrell | Ford Cosworth DFV | G     | Patrick Depailler | Rit | Rit | 3   | 4   | Rit | Rit | 8 | 4   | Rit | Rit | Rit | 13 | Rit | Rit | 14 | 2   | 3   | 27    | 6º   |

## Veicoli derivati
Dalla P34 prese spunto nel 1977 la Panther Westwinds per produrre un modello destinato alla circolazione in strada, la Panther 6, prodotta in soli due esemplari.